# Piemont
Piemont (olaszul Piemonte, piemonti nyelven Piemont [pje'mʊnt], okszitán nyelven Piemont) Olaszország második legnagyobb régiója. Lakosainak száma 4 450 359 fő, székhelye Torino. Nyugaton Franciaországgal, északnyugaton Valle d'Aostával, északon Svájccal, keleten Lombardiával, délkeleten Emilia-Romagnával, délen pedig Liguriával határos.
Az export tekintetében a negyedik legfontosabb olasz régió. A teljes nemzeti kivitel 10%-át Piemont biztosítja. Évi GDP-je közel 100 milliárd euró. Az egy főre eső GDP az országos átlag feletti. Az Alpok-Mediterráneum Eurorégió tagja.

## Nyelvek
Az olasz mellett területén 1990 óta öt nyelv is elismert: a piemonti, amelyet közel kétmillióan beszélnek, az okcitán, a frankoprovanszál, a francia, és a német nyelv walser nyelvjárása. Novara és Verbano-Cusio-Ossola megyékben nyugati lombard dialektust beszélnek.

## Történelem
1720-ban a Savoyai Hercegségből megalakult a Szárd Királyság, majd ebből lett később a Szárd-Piemonti Királyság, Torinó székhellyel.
1796-ban a forradalmi Franciaország csapatai megszállták, majd létrehozták az Alba Köztársaság nevű bábállamot, amelyet Franciaország 1801-ben bekebelezett. 1802-ben a franciák létrehozták az Alpokaljai Köztársaságot, de szeptemberben ezt is bekebelezték. Az 1815-ös Bécsi Kongresszus helyreállította a Szárd-Piemonti Királyságot, amelyhez – franciaellenes erősítés gyanánt – hozzácsatolták a Genovai Köztársaságot. Az így kialakult állam lett aztán az olasz egységes állam megteremtésének (1859–1861) mozgatórugója olyannyira, hogy a Savoyai-ház adta Olaszország királyait.

## Földrajz

### Vízrajz

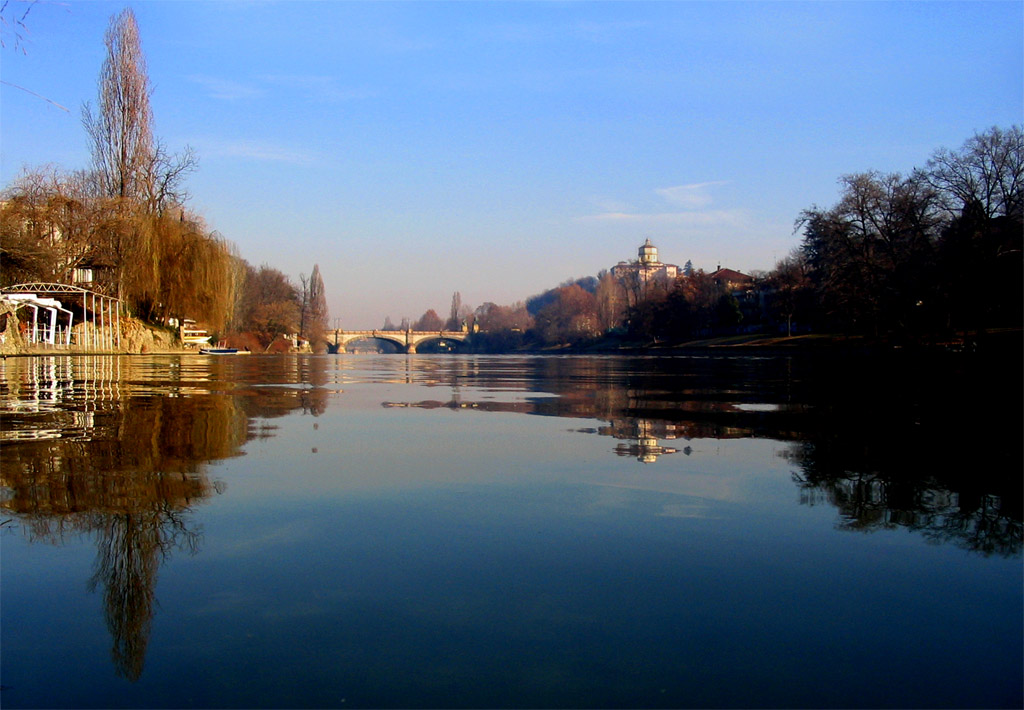
A Pó Torinóban

Piemont területe vizekben gazdag, legjelentősebb folyója a Pó, amely teljes egészében végighalad a régión nyugat-keleti irányban. A Pó mellett legfontosabb folyói:
- Tanaro
- Pellice
- Chisone
- Dora Riparia
- Stura di Lanzo
- Orco
- Dora Baltea
- Sesia
- Ticino
- Toce

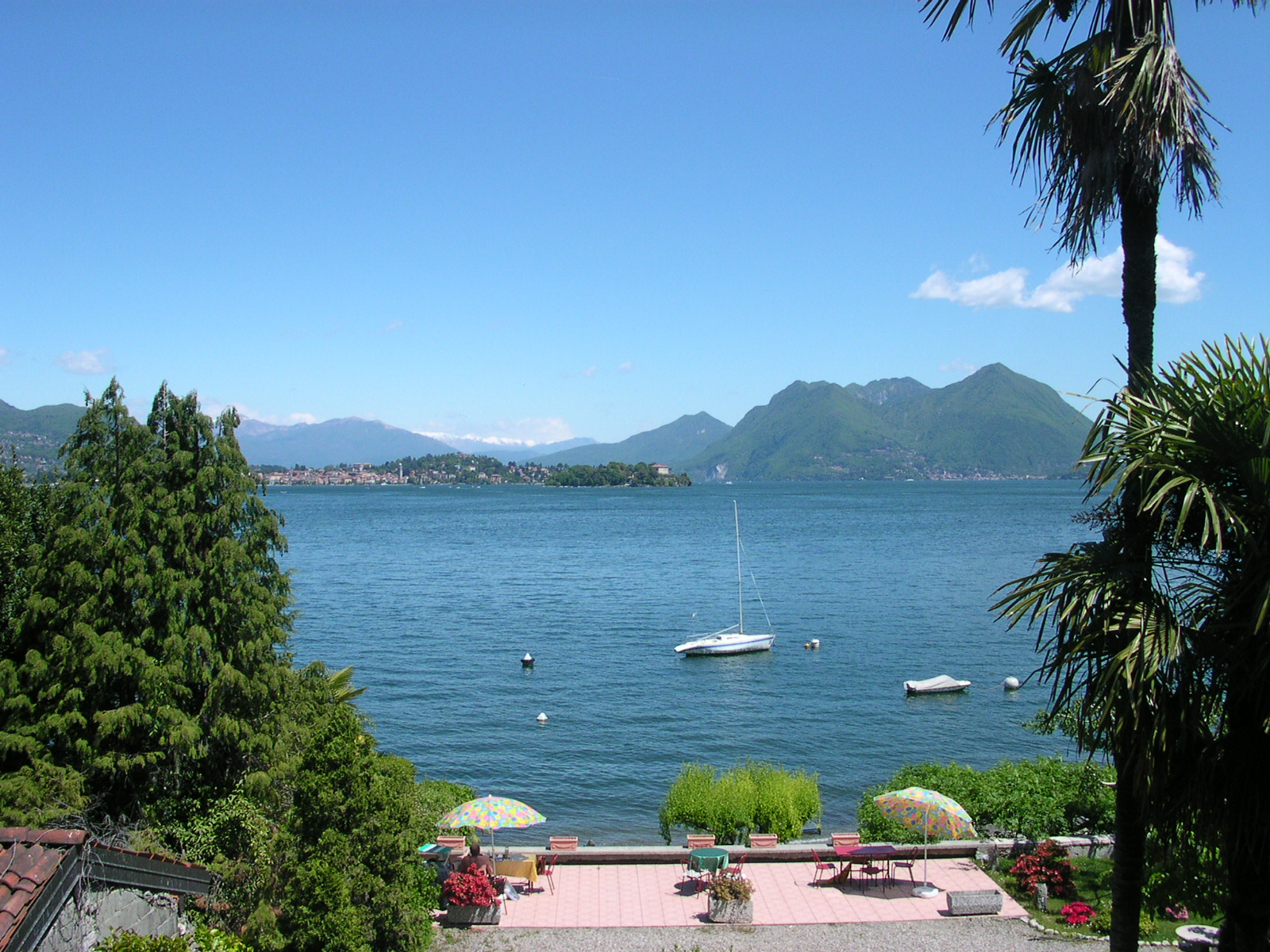
A Lago Maggiore

Piemont tavai is igen jelentősek. Nagy számban találhatunk itt többek között gleccsereredetű alpesi tavakat.
A Lago Maggiore Olaszország egyik legnagyobb tava, természetes határt képez Piemont, Lombardia és Svájc között. Területe 212 km², legnagyobb mélysége 372 méter.
A Lago d'Orta a második legnagyobb tava, Novara és Verbano-Cusio-Ossola megyék között terül el. Területe 18,2 km², legnagyobb mélysége 143 méter. Közepén helyezkedik el a San Giulio-sziget.
A Lago di Viverone a harmadik legnagyobb tó, területén Torino és Biella megye osztoznak. Területe 6 km², legnagyobb mélysége 70 méter.

## Népesség
Piemont legnépesebb települései:
| Sorrend | Település        | Megye       | Lakosság (fő) |
| ------- | ---------------- | ----------- | ------------- |
| 1.      | Torino           | Torino      | 903 705       |
| 2.      | Novara           | Novara      | 102 037       |
| 3.      | Alessandria      | Alessandria | 92 493        |
| 4.      | Asti             | Asti        | 73 159        |
| 5.      | Moncalieri       | Torino      | 57 025        |
| 6.      | Cuneo            | Cuneo       | 54 624        |
| 7.      | Rivoli           | Torino      | 51 996        |
| 8.      | Collegno         | Torino      | 48 091        |
| 9.      | Vercelli         | Vercelli    | 47 946        |
| 10.     | Settimo Torinese | Torino      | 47 441        |

## Közigazgatás

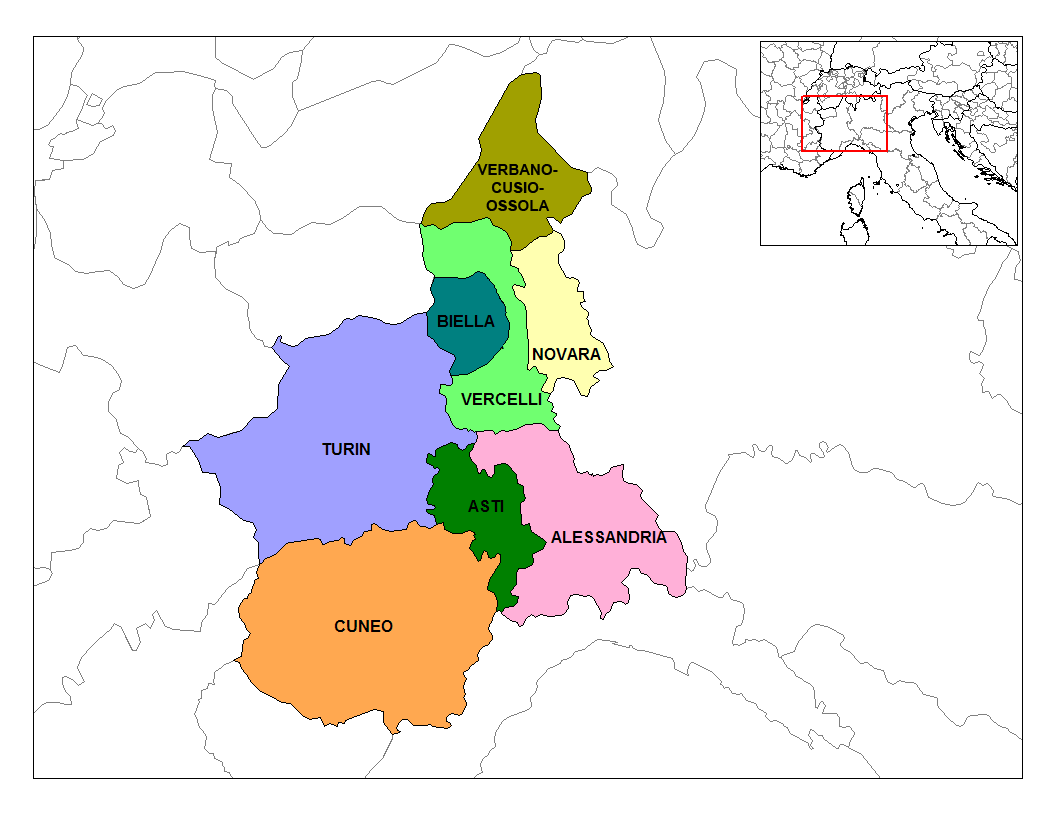
Piemont megyéi

- Alessandria megye (Provincia di Alessandria), közigazgatási székhelye Alessandria
- Asti megye (Provincia di Asti), közigazgatási székhelye Asti (118)
- Biella megye (Provincia di Biella), közigazgatási székhelye Biella (82)
- Cuneo megye (Provincia di Cuneo), közigazgatási székhelye Cuneo (250)
- Novara megye (Provincia di Novara), közigazgatási székhelye Novara (88)
- Torino megye (Provincia di Torino), közigazgatási székhelye Torino (315)
- Verbano-Cusio-Ossola megye (Provincia di Verbano Cusio Ossola), közigazgatási székhelye Cusio Ossola (77)
- Vercelli megye (Provincia di Vercelli), közigazgatási székhelye Vercelli.

## Gazdasági fejlődés
Piemont régió gazdasága hagyományosan ipari jellegű. A munkaerő nagy része Venetóból és a déli régiókból, valamint külföldről származik.
Mezőgazdasági termékei közül a legfontosabbak a gabona, a burgonya, a cukorrépa. Dombvidéki területein jelentős a szőlészet.

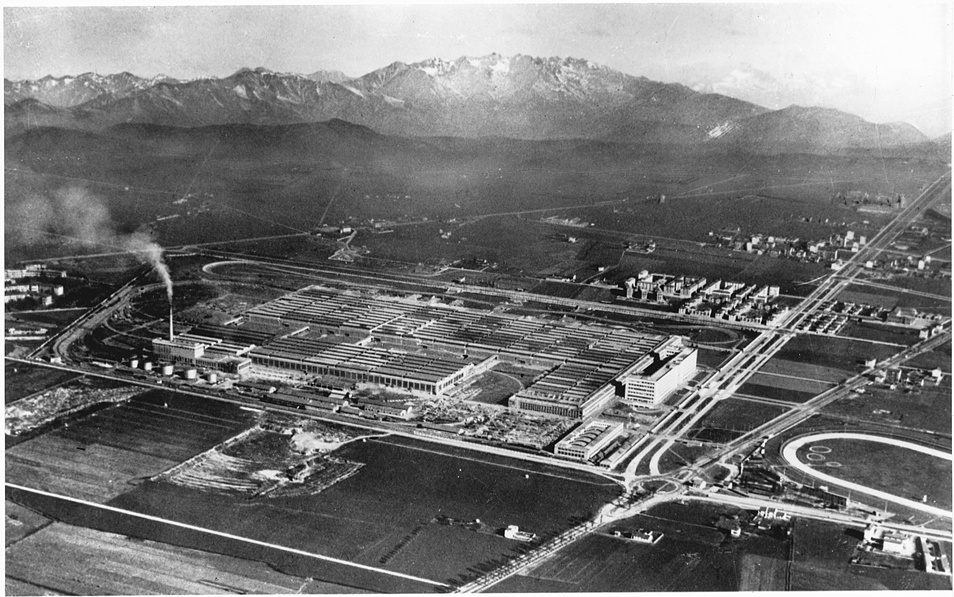
A FIAT gyár Torinóban

A legfejlettebb ipari szektor a FIAT és a hozzá kapcsolódó vállalatok által képviselt autógyártás. Kiemelkedő a vegyi- és az élelmiszeripar is (a régióban gyártják a legtöbb csokoládét Olaszországban), valamint a textil- és ruházati ipar. Ugyancsak jelentős a szolgáltatóipar, elsősorban a banki és biztosítási tevékenységek.
Piemont népességének több mint fele a Pó és a Dora Riparia összefolyásánál fekvő Torinóban él. Pont a két folyó indította be az ipart, hiszen a malmok, a kis kézművesműhelyek nekik köszönhetően születtek.
A város 1945 után rohamosan fejlődött, majd az 1974-es demográfiai csúcs után (ekkor 1 199 197 lakosa volt) népessége csökkent, aminek oka az ipar decentralizációja, ami az üzemeket más piemonti városokba, sőt Dél-Olaszországba telepítette. Innentől kezdve Torino lakosainak száma 300 ezerrel csökkent, és az egész régióban a gazdaság válsága volt tapasztalható. A XX. téli olimpiai játékok azonban reflektorfénybe helyezték Torinót, és kedvezően hatottak az idegenforgalomra is.

## Nyelvek
Piemont egy 1990. április 9-i regionális törvénnyel az olasz mellett öt történelmi nyelvet ismert el a régióban: a közel kétmillió lakos által beszélt piemontit, a Cuneo környékén, a Chisone-völgyben, és a Susa-völgy egyes részein beszélt okcitánt; a Susa-, Sangone- és Lanzo-völgyben beszélt frankoprovanszált; a franciát és a svájci és valle d'aostai határvidéken beszélt walsert.
Novara és Verbano-Cusio-Ossola nagy részén nyugati lombard dialektust beszélnek a Milánói Hercegség hosszú uralmának köszönhetően.

## Építészet és művészet
Piemont földrajzi helyzetéből kifolyólag mindig kapcsolódási pont volt Északnyugat-Európa és a kontinens egyéb részei között. Az itt megforduló spanyol, francia és itáliai művészek gazdag örökséget hagytak maguk után elsősorban a középkorban: az ivreai dóm, a Sant'Andrea-bazilika Vercelliben, San Michele di Oleggio román stílusú templomai, a vezzolanói apátság mind erről tesznek tanúbizonyságot. Legfontosabb építészeti emlékei talán a Savoyai-család királyi rezidenciái, amelyeket a 16. században kezdtek el építeni, és amelyek 1997-től az UNESCO világörökség listáján is szerepelnek csakúgy, mint a Szent Hegyek. Torino művészeti öröksége kiemelkedő: a Via Po árkádsora, a Piazza Castello palotái, és a város jelképe, a Mole Antonelliana teszik egyedivé a piemonti régiószékhelyet.

## Híres emberek
- Benedetto Alfieri (Róma, 1700 – Torino, 1767)
- Policarpo Cacherano d'Osasco (Cantarana, 1744 – Torino, 1824)
- Vittorio Alfieri (Asti, 1749–1803)
- Amedeo Avogadro (Torino, 1776–1856)
- Silvio Pellico (Saluzzo, 1789–1854)
- Massimo d'Azeglio (Torino, 1798–1866)
- Vincenzo Gioberti (Torino, 1801–1852)
- Guglielmo Massaia (Piovà, 1809–1889)
- Camillo Benso di Cavour (Torino, 1810–1861)
- Bosco Szent János (Castelnuovo d'Asti, 1815–1888)
- Giovanni Giolitti (Mondovì, 1841–1928)
- Pietro Badoglio (Grazzano Monferrato, 1871 – Grazzano Monferrato, 1956)
- Luigi Einaudi (Carrù (Cn), 1874–1961)
- Carlo Carrà (Quargnento, 1881–1966)
- Erminio Macario (Torino, 1902–1980)
- Mario Soldati (Torino, 1906 – Tellaro, 1999)
- Cesare Pavese (S.Stefano Belbo, 1908–1950)
- Beppe (Giuseppe) Fenoglio (Alba, 1922–1963)
- Paolo Conte (Asti, 1937–)
- Giovanni Goria (Asti, 1943–1994)
- Umberto Tozzi (Torino, 1952–)

## Gasztronómia
A legismertebb piemonti ételek:

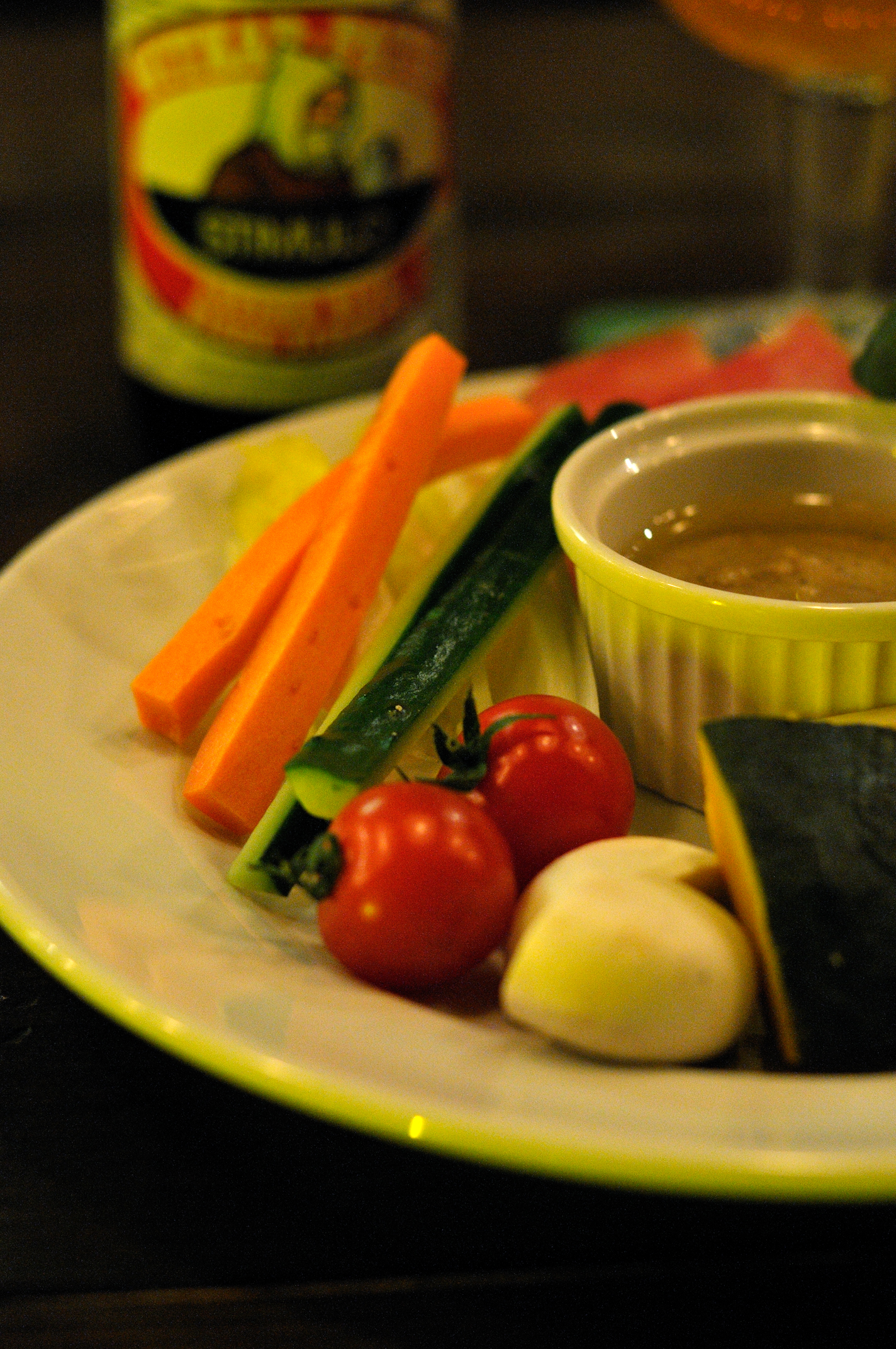
A bagna cáuda

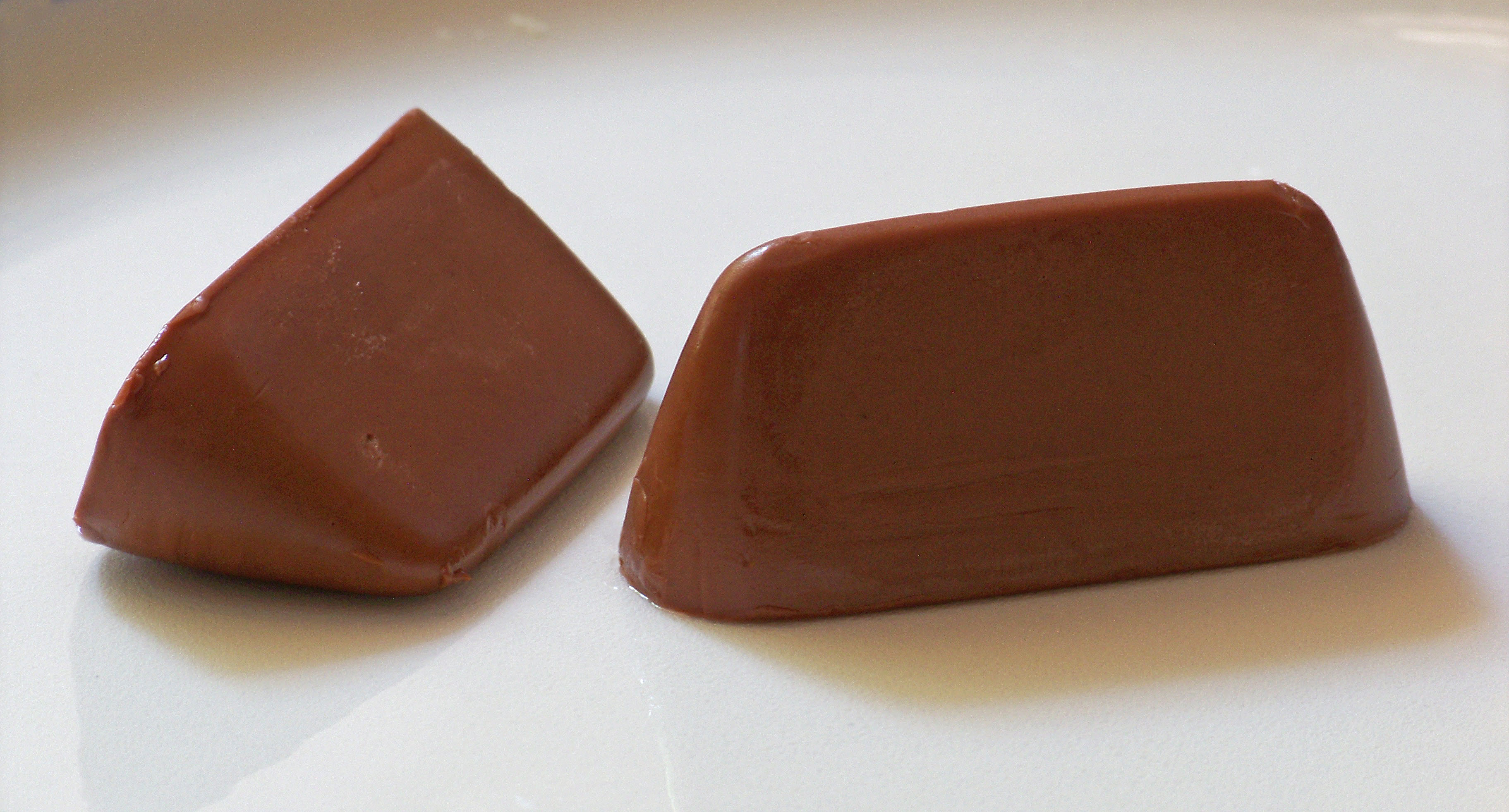
Gianduiotto

- Agnolòt: töltött tészta, leginkább a Magyarországon is jól ismert tortellinihez hasonlítható
- Fricieuj ëd pom: bundában sült alma
- Bagna càuda: fokhagymából, szardíniából és extra szűz olívaolajból készült szósz, amelybe friss szezonális zöldségeket mártogatnak
- Bonet: jellegzetes helyi puding tojásból, cukorból, tejből és egy ún. amaretti nevű kekszből készül, és alkohollal, elsősorban rummal ízesítik. Eredetileg nem, azonban ma már szinte mindig csokoládéval vagy kakaóval gazdagítják
- Fritto misto alla piemontese: vegyes hústál, elsősorban sült bárány-, sertés- és borjúhúsból
- Gianduiotto: az egyik legkedveltebb olasz csokoládé, amelyet először a torinói Caffarel gyárban készítettek
- Ghërsin (grissini): sós pálcika, amelyet a helyiek kenyér helyett is fogyasztanak
- Polenta: kukoricalisztből készült kásás jellegű étel. A kukoricalisztet sós vízben főzik megfelelő állagúra, és köretként szolgálják fel

### Borok
Piemontban számtalan eredetvédett bort készítenek, az Asti-borvidék egyike a legfontosabbaknak Olaszországban.
Vörösborok:
- Barbera
- Barolo
- Carema
- Dolcetto
- Gattinara
- Nebbiolo

Fehérborok:
- Erbaluce
- Gavi
- Roero arneis

Desszertborok:
- Asti Spumante
- Moscato d'Asti
- Brachetto
- Caluso Passito

## Galéria

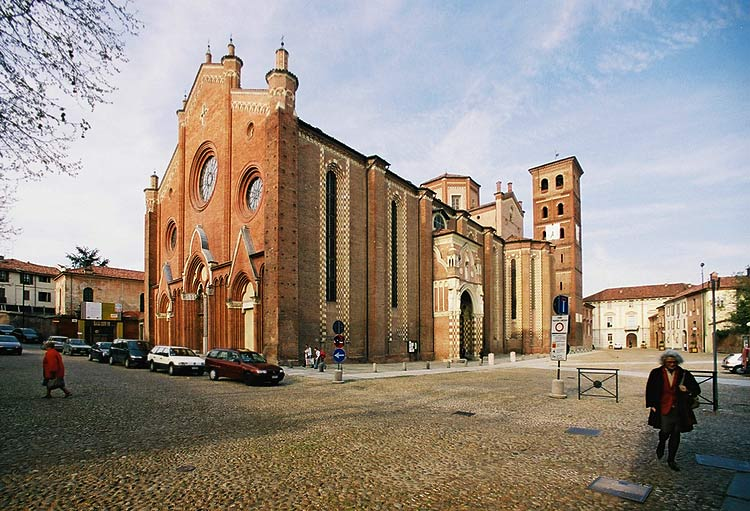
Asti
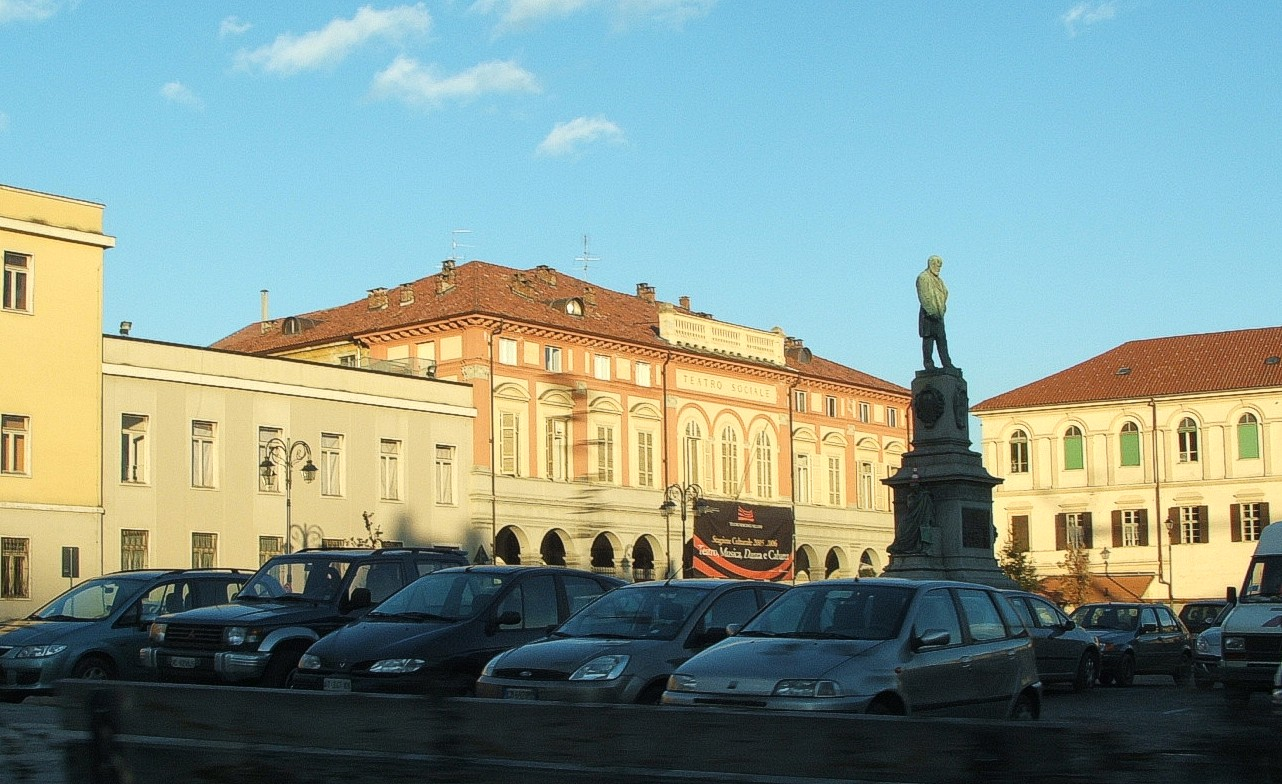
Biella
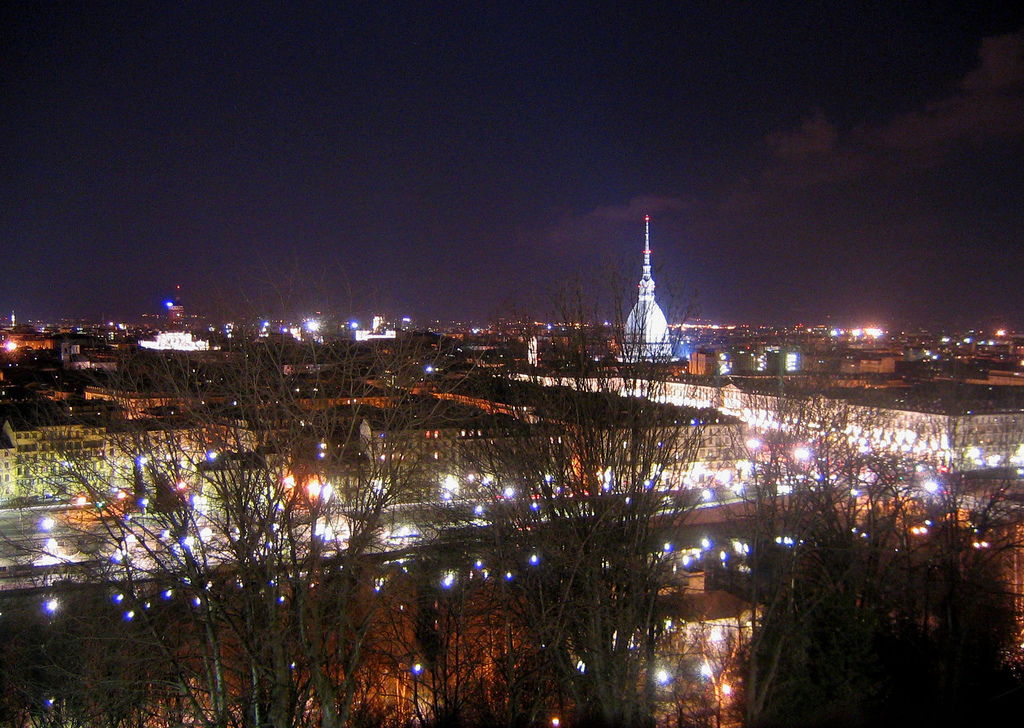
Torino
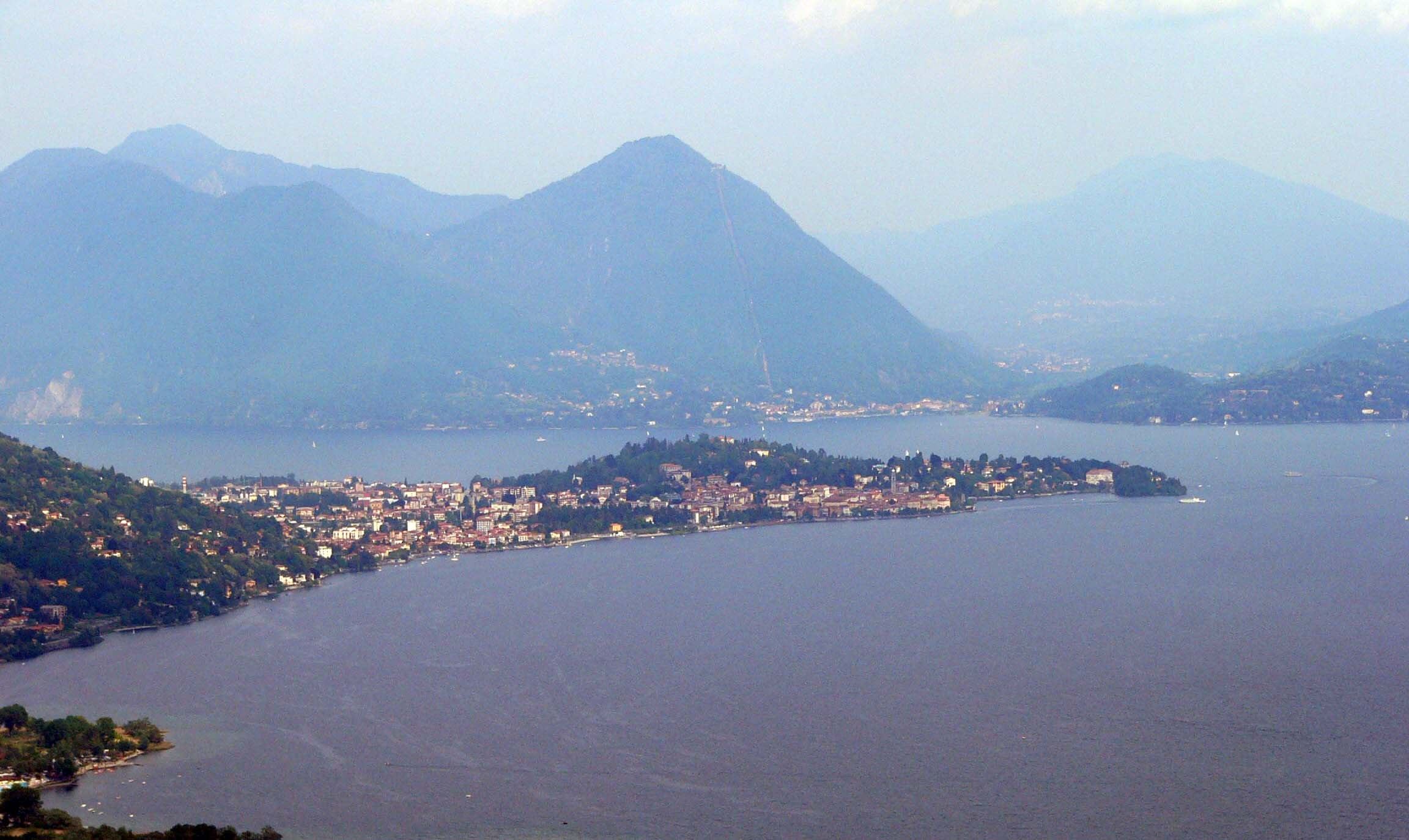
Verbania

## Fordítás
- Ez a szócikk részben vagy egészben  a   Piemonte című olasz Wikipédia-szócikk ezen változatának fordításán alapul.  Az eredeti cikk szerkesztőit annak laptörténete sorolja fel. Ez a jelzés csupán a megfogalmazás eredetét és a szerzői jogokat jelzi, nem szolgál a cikkben szereplő információk forrásmegjelöléseként.